# ビバ!マリア
『ビバ!マリア』（原題：Viva Maria!）は、1965年に公開されたイタリア・フランス合作の冒険コメディ映画。
20世紀初頭の中米を舞台に、同じ名を持つ二人の女性の活躍を描く。ルイ・マルが執筆した脚本（ジャン＝クロード・カリエールとの共著）を基に自ら監督を務め、ブリジット・バルドーとジャンヌ・モローが主演した。衣装はピエール・カルダンが担当した。

## キャスト
| 役名                 | 俳優                             | 日本語吹替   | 日本語吹替 | 日本語吹替                                   |
| 役名                 | 俳優                             | TBS版1       | TBS版2     | フジテレビ版                                 |
| -------------------- | -------------------------------- | ------------ | ---------- | -------------------------------------------- |
| マリー               | ブリジット・バルドー             | 小谷野美智子 | 北島マヤ   | 北島マヤ                                     |
| マリア               | ジャンヌ・モロー                 | 谷育子       | 岸田今日子 | 岸田今日子                                   |
| フロレス             | ジョージ・ハミルトン             | 納谷六朗     | 西田健     | 柴田昌宏                                     |
| ディオゲネス夫人     | ポーレット・デュボスト           |              | 新村礼子   | 新村礼子                                     |
| ディオゲネス氏       | グレゴール・フォン・レッツォーリ |              |            |                                              |
| ウェルテル           | ポルド・ベンダンディ             |              |            |                                              |
| ロドルフォ           | クラウディオ・ブルック           | 吉沢久嘉     | 西本裕行   | 西本裕行                                     |
| ロドリゲス           | カルロス・ロペス・モクテズマ     |              | 高木均     | 高木均                                       |
| フアニート           | ジョナサン・エデン               |              |            |                                              |
| 修道院長             | フランシスコ・レイゲラ           |              | 小池朝雄   |                                              |
| ヤニーネ             | アドリアナ・ロエル               |              |            |                                              |
| ドン・アルバロ       | ホセ・バビエラ                   |              |            |                                              |
| サン・ミゲルの独裁者 | ホセ・アンヘル・エスピノーザ     |              |            |                                              |
| マリーの父           | フェルナンド・ワーグナー         |              |            |                                              |
| パブロ               | ロベルト・ペドレト               |              |            |                                              |
| 強い男               | ルイス・リゾ・カソロ             |              |            |                                              |
| 不明 その他          | N/A                              |              | 加賀まりこ | 稲垣昭三 深沢英子 柏木隆太 佐々木敏 小山武宏 |

- TBS版1：初回放送1971年9月27日『月曜ロードショー』
- TBS版2：初回放送1974年4月29日『月曜ロードショー』※BD収録（キャストは誤ってフジテレビ版が記載されている）。
- フジテレビ版：初回放送1978年3月3日『ゴールデン洋画劇場』

## スタッフ
- 監督：ルイ・マル
- 脚本：ルイ・マル、ジャン＝クロード・カリエール
- 音楽：ジョルジュ・ドルリュー
- 撮影監督：アンリ・ドカエ
- 編集：シュザンヌ・バロン、ケヌー・ペルティエ
- プロダクションデザイン：ベルナール・エヴァン
- 衣裳：ギスラン・ウーリ

### 日本語版
※フジテレビ版
- 演出：加藤敏
- 翻訳：佐藤一公
- 調整：前田仁信
- 効果：TFC
- 制作：東北新社

## 評価
- 受賞
  - 英国アカデミー賞海外女優賞：ジャンヌ・モロー
- ノミネーション
  - 英国アカデミー賞海外女優賞：ブリジット・バルドー